# Principat
|  | Per a altres significats, vegeu «Principat (Roma)». |

Un principat és un territori històric sota la jurisdicció d'un príncep, com ara Andorra.
Aquest model de govern es va donar molt a l'Edat Mitjana i a l'Edat Moderna en els períodes entre el segle XV i el XVIII. L'establiment d'un principat significava el pas de tots (estat sobirà) o part (estat vassall) dels poders d'un rei a un súbdit. L'aparició del principat territorial responia a la necessitat d'autonomia de territoris fronterers per ser més eficaços contra els atacs enemics, l'audàcia o emprenedoria dels comptes o ducs i la cohesió interna crítica amb el poder reial.

## Tipus
Al llarg de la història i a diferents indrets es poden distingir diversos tipus de principats:
- Petit territori on el sobirà és un Príncep hereditari. Exemples actuals són Mònaco i Liechtenstein.
- En algunes monarquies és el territori associat al títol exclusiu de l'hereu, però sense cap paper com a governant. Per exemple, el Príncep de Girona a la Corona d'Aragó, el Príncep d'Astúries al Regne de Castella, el Príncep de Viana al Regne de Navarra, el Príncep de Gal·les al Regne Unit.
- En el sentit llatí de principatus, 'sobirania', és el territori on el sobirà no en té un títol específic o ho és en funció d'un altre títol. Per exemple, el Principat de Catalunya amb el Comte de Barcelona, el Principat d'Andorra amb un bisbe i un president electe.
- Un exemple interessant és la llei Principat de SAS Giovanni Natoli. Al segle xi, com al Regne de Sicília, el Principat de Sperlinga, on el rei Felip IV va concedir a Joan Forti Natoli, per a ell i els seus descendents, no només el títol de príncep, però la transformació de la Baronia al Principat, i la seva licentia populandi cum Privilegium aedificandi o amb el privilegi "ser capaç de prendre la terra."

En català el Principat és, per antonomàsia, el Principat de Catalunya. Andorra se sol anomenar coprincipat i els coprínceps no són ni hereditaris ni vitalicis.